# Division de Guérin
La division de Guérin (en anglais : Guérin division) est une région située entre les anneaux D et C de la planète géante gazeuse Saturne.
Elle est ainsi désignée en l’honneur de l’astrophysicien français Pierre Guérin qui l’a mise en évidence en octobre 1968,.

## Caractéristiques
La division de Guérin débute à 72 600 km du centre de Saturne et se termine à 73 800 km.